# Istrien
Istrien (kroatisk og slovensk: Istra, italiensk: Istria) er den største halvø i Adriaterhavet. Halvøen ligger mellem Triestebugten og Kvarnerbugten.
Langt det meste af halvøen ligger i Istria distrikt i det vestlige Kroatien.
Vigtige byer i kroatisk Istrien inkluderer Pula (Pola), Poreč (Parenzo), Rovinj (Rovigno), Pazin (Pisino), Labin (Albona), Motovun (Montona), Buzet (Pinguente) og Buje (Buie). En lille skive mod nord inklusive kystbyerne Izola (Isola), Piran (Pirano), Portorož (Portorose) og Koper (Capodistria) ligger i Slovenien, og et lille område inklusive byen Muggia (slovensk Milje) tilhører Italien.

45°15′N 13°54′Ø / 45.250°N 13.900°Ø
- Wikimedia Commons har flere filer relateret til Istrien

| Geografi/geologi | Spire Denne artikel om geografi er en spire som bør udbygges. Du er velkommen til at hjælpe Wikipedia ved at udvide den. |